# Лоренс (Њујорк)
Лоренс (енгл. Laurens) град је у америчкој савезној држави Њујорк.

## Демографија
По попису из 2010. године број становника је 263, што је 14 (-5,1%) становника мање него 2000. године.
| Група             | 2000.       | 2010.       |
| Белци             | 273 (98,6%) | 249 (94,7%) |
| Афроамериканци    | 0 (0,0%)    | 0 (0,0%)    |
| Азијати           | 0 (0,0%)    | 1 (0,4%)    |
| Хиспаноамериканци | 4 (1,4%)    | 9 (3,4%)    |
| Укупно            | 277         | 263         |